# Trentepohlia (Mongoma) ricardi
Trentepohlia (Mongoma) ricardi is een tweevleugelige uit de familie steltmuggen (Limoniidae). De soort komt voor in het Oriëntaals gebied.